# Richarde-Catherine de Suède
Richarde-Catherine de Suède (en suédois : Rikardis Katarina av Sverige och Mecklenburg), née vers 1370 ou 1372 et décédée vers 1400, était une princesse de Suède-Finlande ainsi que duchesse de Mecklembourg-Schwerin.

## Biographie
Fille du roi Albert de Suède et de Richardis de Schwerin, elle épouse le 10 février 1388 à Prague (Royaume de Bohême) Jean de Goerlitz, fils de Charles IV,  empereur des Romains et de 
Élisabeth de Poméranie. De cette union naitra :
- Élisabeth (1390-1451), Duchesse engagère du Luxembourg.